# Jean-Baptiste Dortignacq
Jean-Baptiste Dortignacq (* 25. April 1884 in Arudy; † 13. Mai 1928 in Peyrehorade) war ein französischer Radrennfahrer.
Er war Profi von 1904 bis 1910. Bereits im ersten Profijahr gewann „die Gazelle aus Peyrehorade“ wie er genannt wurde, zwei Etappen bei der Tour de France und belegte am Ende Platz 2 in der Gesamtwertung hinter Henri Cornet. Ein Jahr später gewann er drei Etappen und kam in der Gesamtwertung auf Platz 3. Auch in den Jahren 1906 und 1908 konnte er jeweils eine Etappe gewinnen.
1909 gewann er die Rennen Bordeaux–Toulouse und Paris–La Mer–Paris. 1910 konnte er die erstmals ausgetragene Giro della Romagna für sich entscheiden und gewann zudem eine Etappe beim Giro d’Italia. Damit war er der erste Nicht-Italiener, dem dies gelang.